# Keith Haring

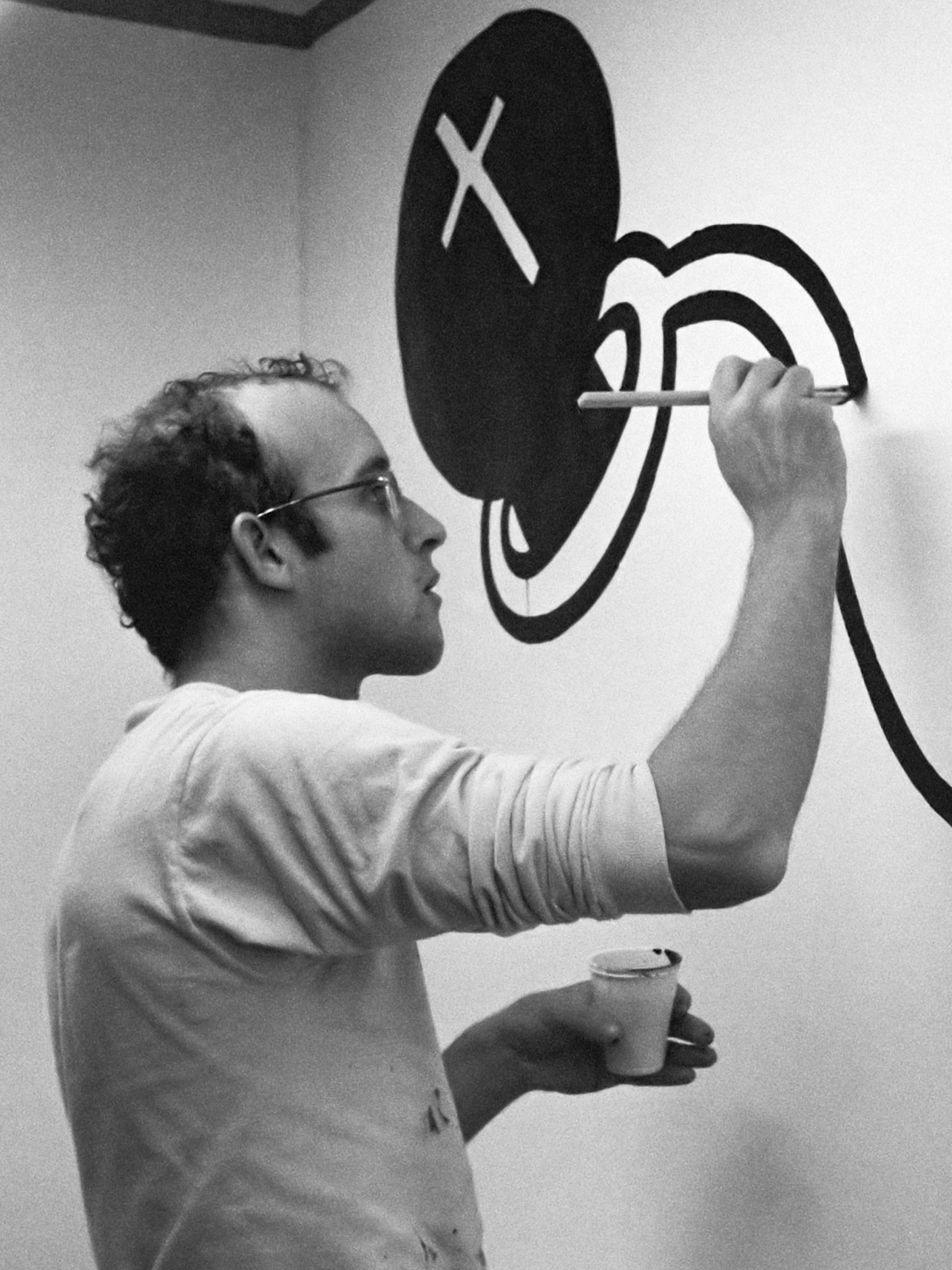
Keith Haring (1986)

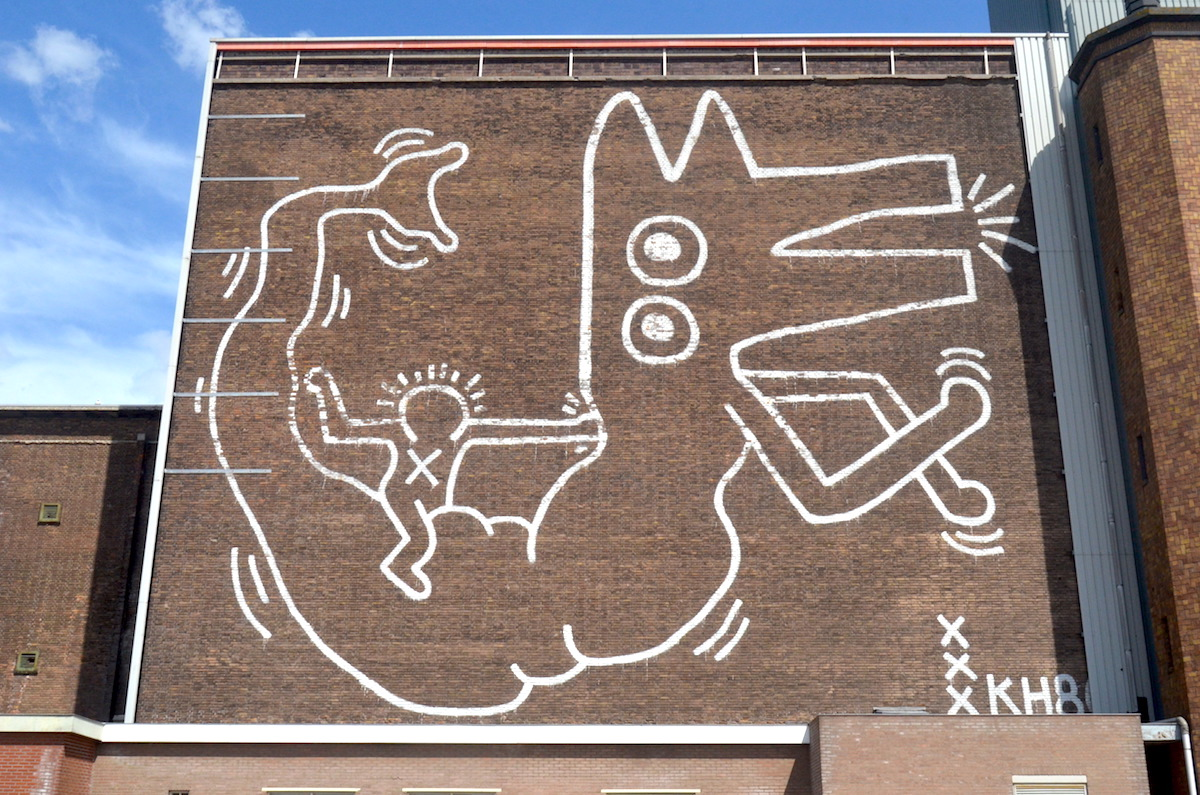
Muurschildering van Keith Haring uit 1986 te Amsterdam-West in 2019

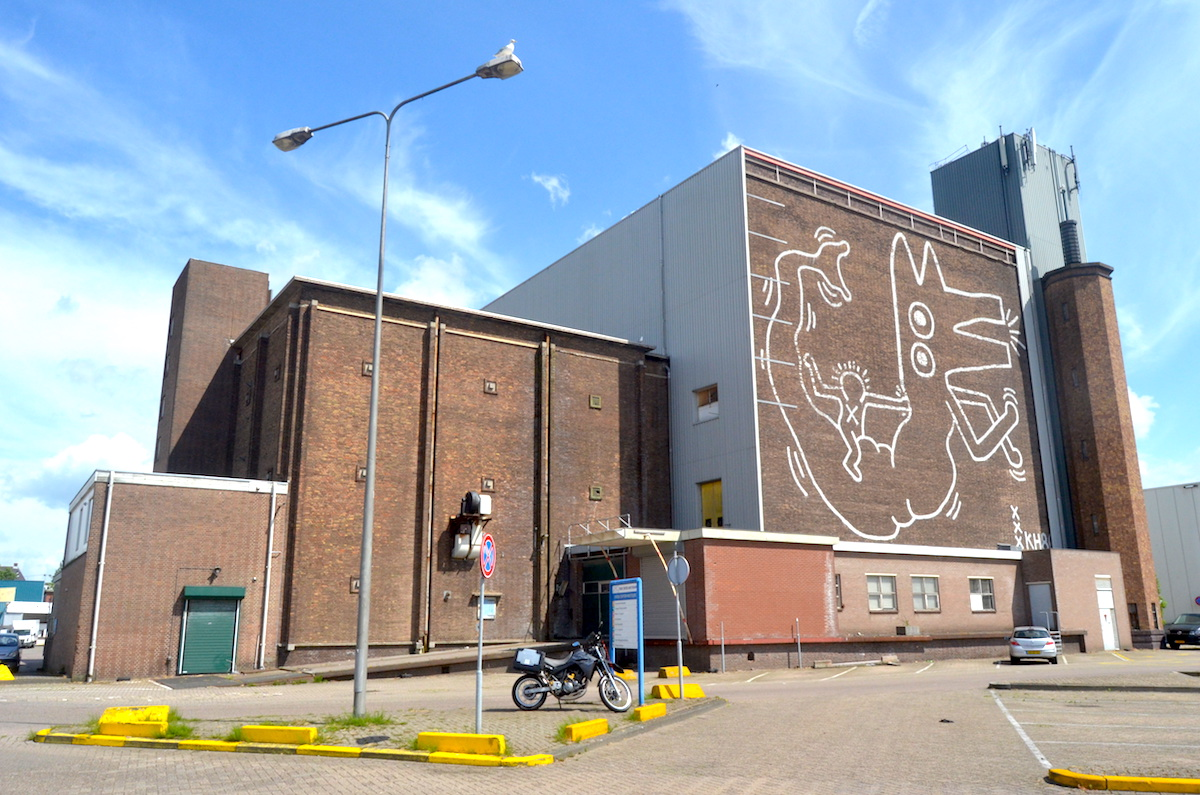
Muurschildering van Keith Haring uit 1986 te Amsterdam-West in 2019

Keith Haring (Reading, Pennsylvania, 4 mei 1958 – New York, 16 februari 1990) was een Amerikaans kunstenaar.
De kunst die Keith Haring maakte wordt soms popart genoemd, maar ook de termen graffiti-art en moderne kunst worden gebruikt. Zijn cartoonachtige schilderingen en tekeningen gingen onder andere over aids, drugs en apartheid.

## Leven
Keith was de oudste van vier kinderen. Al op jonge leeftijd was zijn liefde voor tekenen duidelijk. Zijn vader, die ook een soort stripverhalen tekende, bleek een belangrijke bron van inspiratie. Door boeken en musea maakte hij kennis met moderne kunst en het werk van Andy Warhol beïnvloedde hem.
Hij studeerde aan de Ivy School of Professional Art in Pittsburgh, maar het commerciële aspect van de opleiding sprak hem niet aan. Hij verliet daarom de school. In 1978 had hij in Pittsburgh zijn eerste belangrijke tentoonstelling. Rond deze tijd werd ook zijn stijl duidelijk: abstracte figuren die oneindig in elkaar vallen en die enorme ruimtes kunnen vullen. Naast Warhol werd hij beïnvloed door Pierre Alechinsky, Christo en Jean Dubuffet. Vooral Christo's houding tegenover kunst sprak hem aan: kunst is voor iedereen en niet alleen voor de elite.
In 1978, op 19-jarige leeftijd, nam hij een volgende stap. Hij verhuisde naar New York en kreeg een beurs voor een studie aan The School of Visual Arts. In de metro ontdekte hij kunst in de graffiti die hij daar zag. Hij werkte hard op school en ontwikkelde een geheel eigen stijl van visuele communicatie door schilderijen, geluid en film. Hij maakte krijttekeningen op lege billboards in de metro, maakte tekeningen op straat en kreeg steeds meer bekendheid. Omdat hij het idee van niet-commerciële 'kunst voor iedereen' omhelsde was het niet goed meer mogelijk zijn eigen werk te verkopen.
Hij exposeerde in 1982 met schilderijen, beelden, beschilderde stukken doek en on-site werk, in Galerie Shafrazi. De belangstelling was groot. In de jaren hierna exposeerde hij wereldwijd. Haring maakte ook veel decoratieve kunst, bijvoorbeeld op vazen en T-shirts. Betaalbare producten voor een brede doelgroep verkocht hij in zijn eigen winkels in New York en Tokio: The Pop Shop. In 1985 versierde hij het lichaam van zangeres Grace Jones en werkte mee aan haar video I'm Not Perfect.
In 1988 kreeg hij te horen dat hij aids had. In die periode gebruikte hij dat veel als onderwerp van zijn kunst en werd hij deel van de ACT UP campagne in New York. Keith Haring overleed in 1990 aan de gevolgen van de ziekte.

## Nalatenschap
In 2008 maakte Christina Clausen de documentaire The Universe of Keith Haring over zijn leven, waarin archiefbeelden werden getoond van Haring, evenals interviews met familie, vrienden en collega's, onder wie Kenny Scharf en Yoko Ono.
The Pop Shop bleef tot 2005 als winkel bestaan in New York. Sindsdien bestaat de shop enkel online, er worden nog regelmatig nieuwe producten uitgebracht. Het interieur en de producten van The Pop Shop zijn later onder meer tentoongesteld in museum Tate Modern in Londen.
In Amsterdam-West bevindt zich op het terrein van de Centrale Groothandelsmarkt Amsterdam op de westelijke gevel van een koelhuis en voormalig depotgebouw van het Stedelijk Museum een van de weinige nog bestaande muurschilderingen van Haring. Deze bracht hij aan tijdens zijn solotentoonstelling in het Stedelijk in maart 1986. De muurschildering ging sinds de jaren negentig verscholen achter een aluminiumwand, die werd geplaatst ter isolatie van het gebouw. Wegens dreigende sloop waren er plannen om de muur te verplaatsen naar het Museumplein, iets wat technisch onmogelijk bleek. Er wordt daarom gezocht naar een herbestemming voor het pand. Bij de plannen voor de ontwikkeling van het Marktkwartier ontstond het plan om het kunstwerk op de wand weer zichtbaar te maken. Op 20 juni 2018 werden de platen die het kunstwerk aan het zicht onttrokken verwijderd, waarmee het na bijna drie decennia weer zichtbaar is geworden. Restauratie van het werk vond een paar jaar later plaats. De Muurschildering van Keith Haring is vanaf de openbare weg vanaf de Willem de Zwijgerlaan gedeeltelijk te zien.
Voor dezelfde tentoonstelling beschilderde Haring een groot transparant doek, het velum, dat in het trappenhuis bij de centrale hal van het Stedelijk hing. Het is daarna in de collectie van het Stedelijk opgenomen en hangt sinds oktober 2017 weer in het trappenhuis na een restauratie.
Ook maakte Haring in de periode van zijn werken voor het Stedelijk een schildering op de liftdeuren van de kunstacademie in Utrecht, na een lezing die hij daar voor studenten gaf.
Andere muurschilderingen van Haring zijn te vinden in het casino van Knokke, op het Necker Kinderziekenhuis in Parijs, de blinde zijmuur van een kerk in Pisa en bij een basketbalveld in New York. Tevens hangt er een bronzen drieluik van Haring in een zijkapel van de Église Saint-Eustache in Parijs. Het werd geschonken door de Spirit Foundation, opgericht in 1978 door John Lennon en Yoko Ono.
Kort voor zijn dood richtte Haring een stichting op. Deze Keith Haring Foundation zorgt sindsdien voor het erfgoed, onder meer door een eigen collectie internationaal tentoon te stellen, een (online) archief te beheren, de authenticiteit van Harings werk te controleren en de producten van The Pop Shop te verkopen. Ook financiert deze stichting projecten voor onderwijs, aids-bestrijding en restauraties van Harings werk.
In 2008 en 2009 maakte Madonna een eerbetoon aan Keith Haring, met wie ze bevriend was, door zijn afbeeldingen in de Sticky & Sweet Tour te gebruiken tijdens 'Into The Groove'.
In 2013 was de grote overzichtstentoonstelling Keith Haring: The Political Line te zien in Musée d'Art Moderne de la Ville de Paris, waarin de focus lag op zijn politieke uitingen in de kunst. De tentoonstelling reisde eind 2014 door naar San Francisco en in 2015 naar München en Rotterdam.
Van 9 maart 2022 tot 15 september 2022 was de tentoonstelling Keith Haring: Grace House Mural te zien in Schunck in Heerlen. Deze tentoonstelling is tot stand gekomen in samenwerking met het Museum of Contemporary Art Denver waar de tentoonstelling in 2021 te zien was. Het is de eerste keer dat deze werken van Haring te zien zijn in Europa.

## Sculpturen van Keith Haring

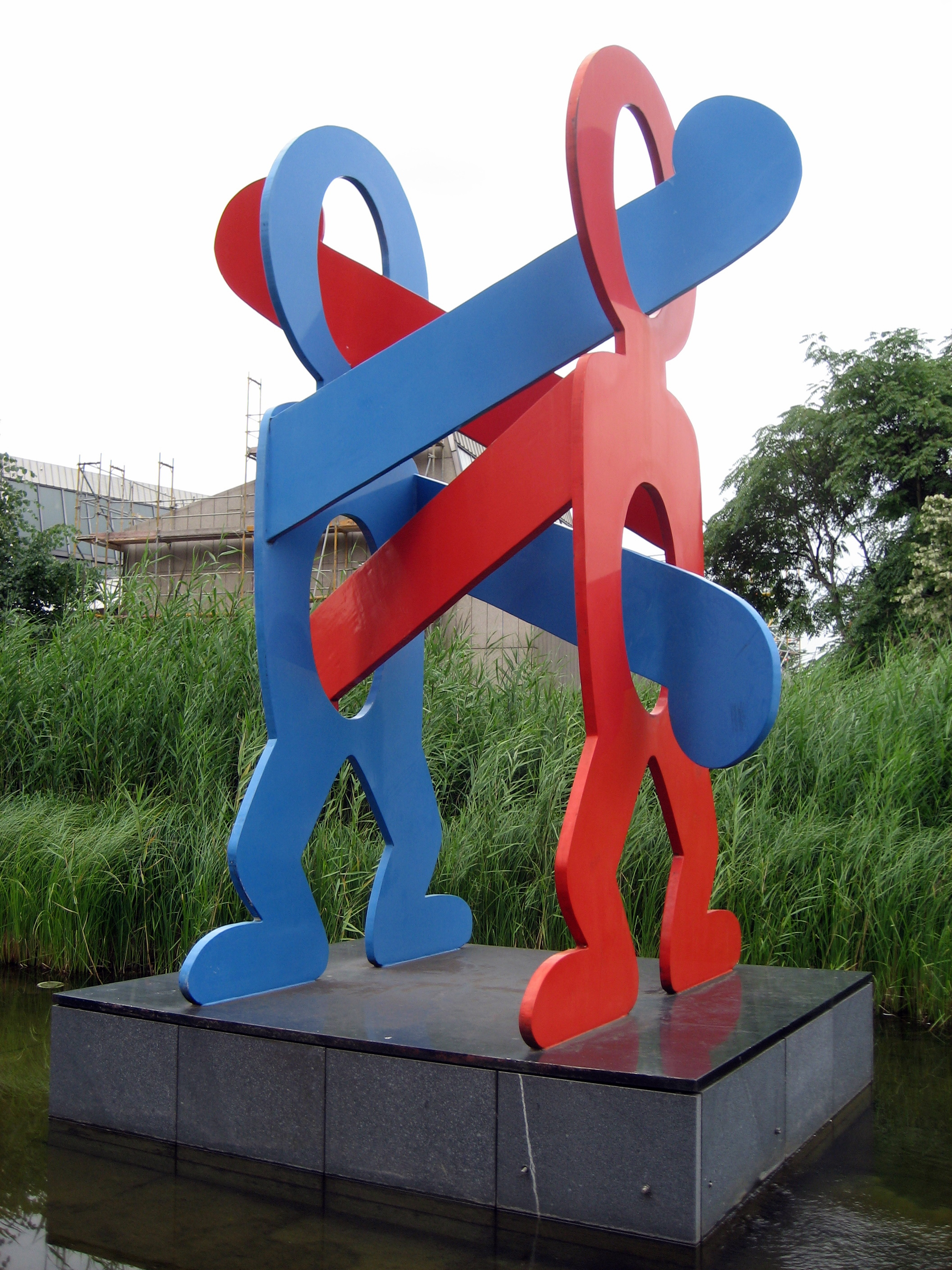
The Boxers (1987) in Berlin-Tiergarten
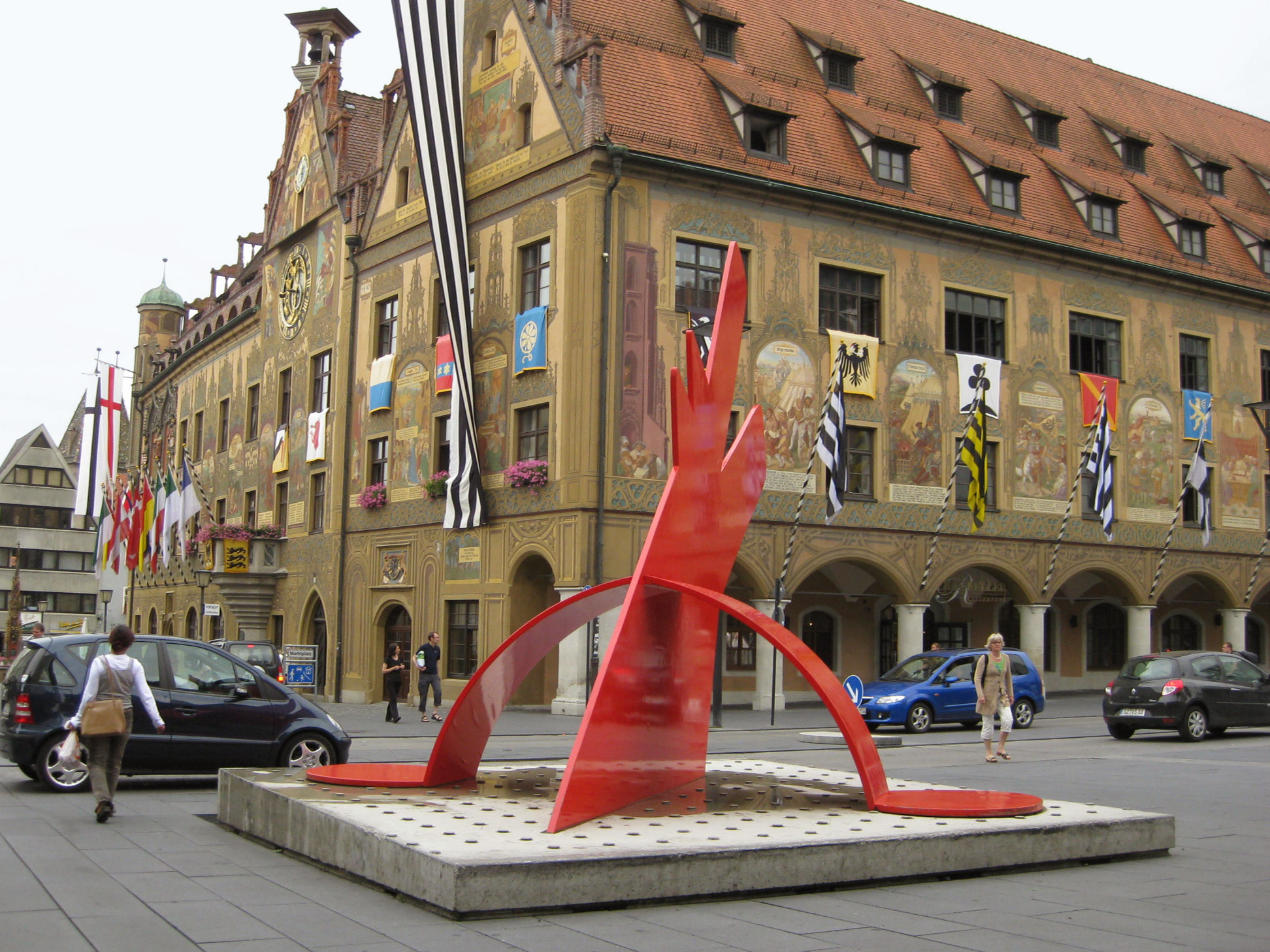
Red Dog (1985) voor de Kunsthalle Weishaupt in Ulm
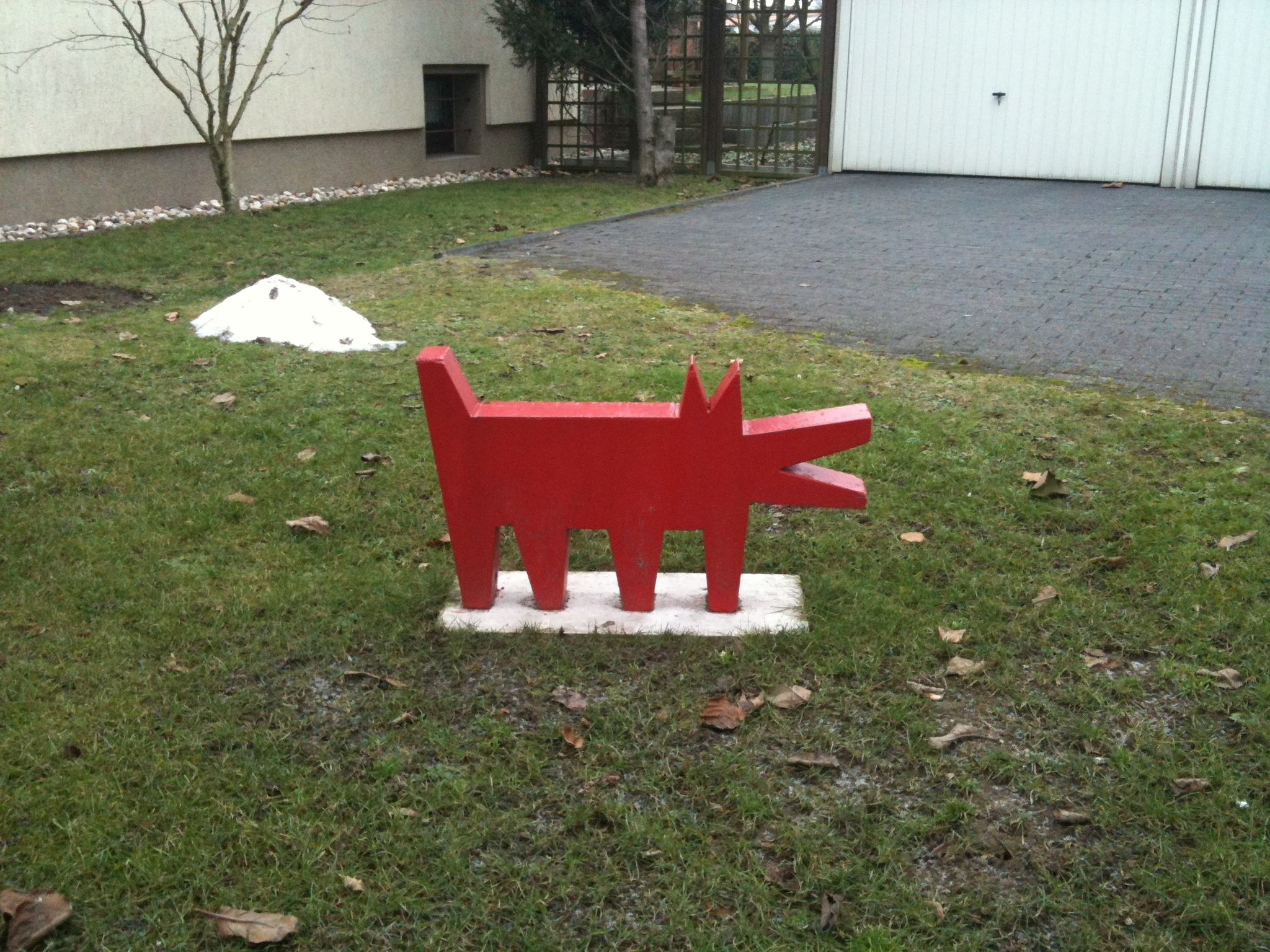
Dortmund
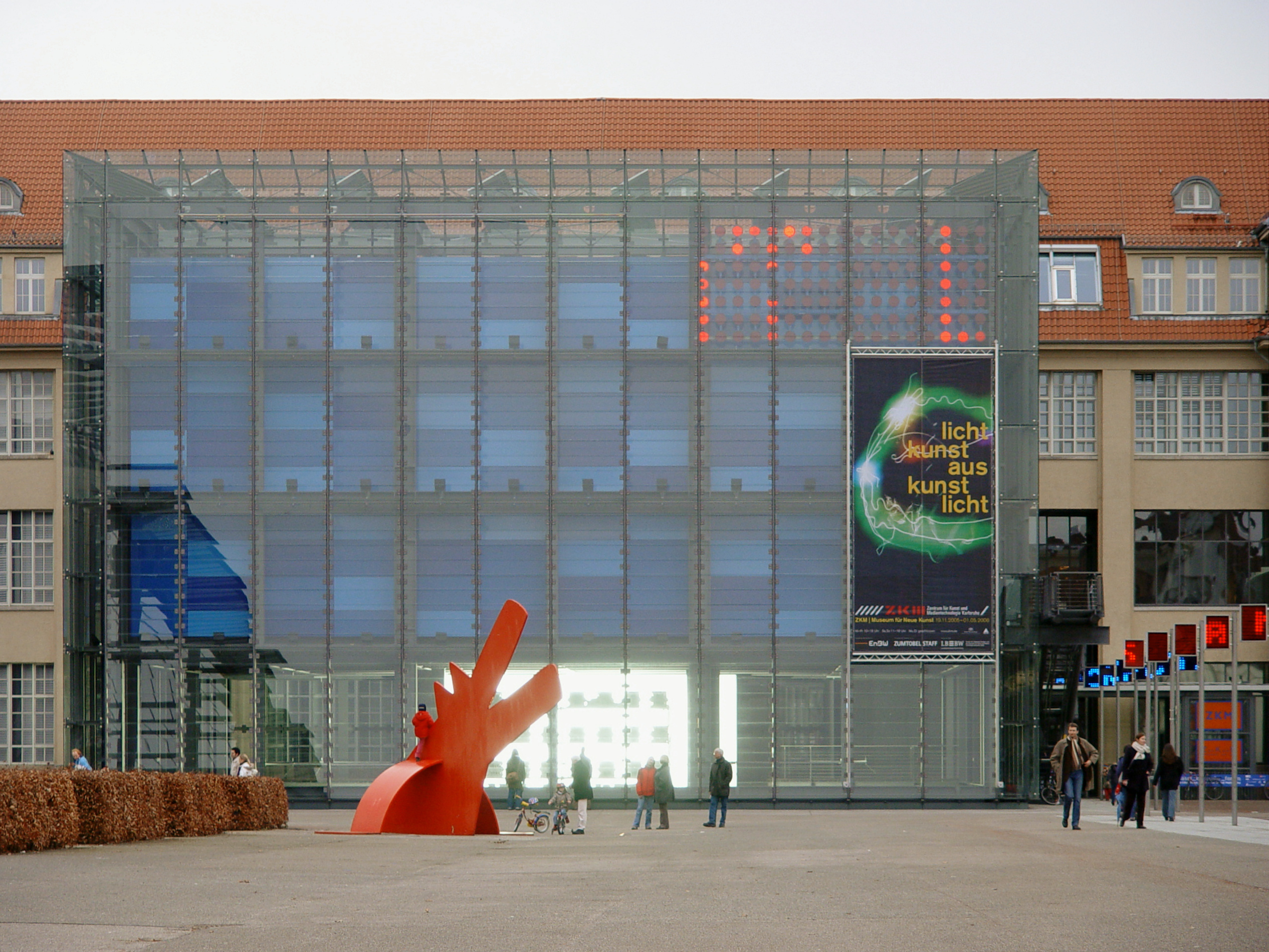
Kunstcentrum ZKM in Karlsruhe
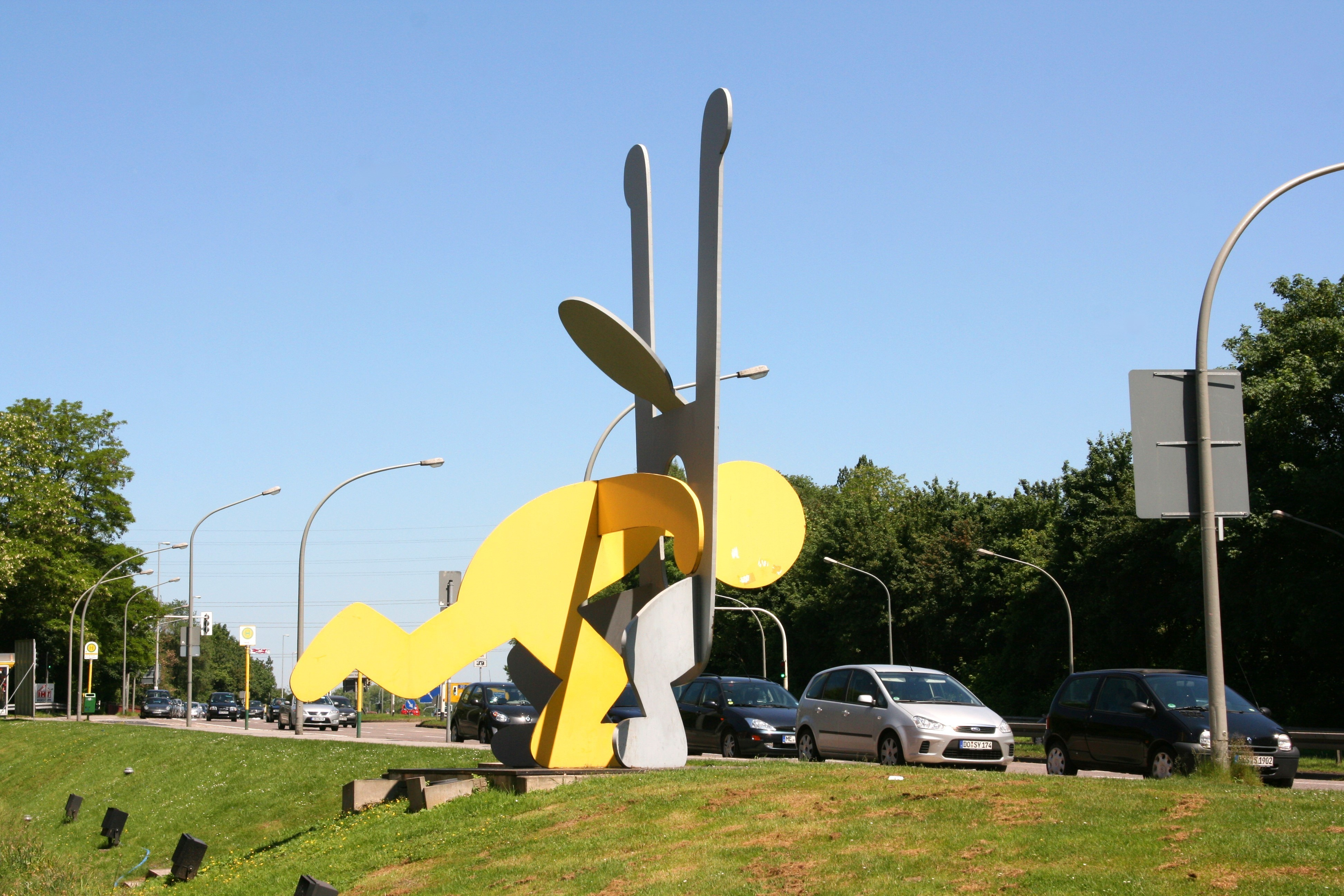
Head Through Belly, Oberhausen